# Murat Kandil
Murat Kandil (* 18. April 1955 in Istanbul) ist ein ehemaliger türkischer Fußballspieler und heutiger -trainer.

## Sportliche Karriere
Kandil spielte zu Beginn seiner Karriere für Konya İdman Yurdu. 1977 wechselte der Stürmer zu Galatasaray Istanbul. Für die Gelb-Roten kam er zu zehn Ligaspielen. Nach bereits einer Saison verließ Kandil Galatasaray und wurde Spieler von Gaziantepspor. Mit Gaziantepspor stieg er am Ende der Saison 1978/79 in die 1. Liga auf. Bei Gaziantepspor blieb er bis zum Ende der Saison 1980/81.
Vor dem Beginn der Spielzeit 1981/82 ging Murat Kandil zum Ligakonkurrenten Kocaelispor. 1986 beendete Murat Kandil seine aktive Karriere.

## Trainerkarriere
Sechs Jahre nach seinem Karriereende wurde Murat Kandil Cheftrainer von Beylerbeyi SK. Im Februar 1993 wurde sein Vertrag mit Beylerbeyi aufgelöst. 1995 kehrte er als Jugendtrainer zu Beylerbeyi zurück.
Seit 1. November 2018 ist er bei Şile Yıldızspor Jugendtrainer.

## Erfolge
Gaziantepspor
- Zweitligameister: 1978